# دانيال يونغ
دانيال يونغ (بالإنجليزية: Daniel Young)‏ هو سياسي أسترالي، ولد في 4 أكتوبر 1988. حزبياً، نشط في Shooters, Fishers and Farmers Party ‏. وقد انتخب عضو المجلس التشريعي الفيكتوري عن دائرة Northern Victoria Region ‏ (29 نوفمبر 2014 – 24 نوفمبر 2018).